# Antennacyrtus
Antennacyrtus is een geslacht van springstaarten uit de familie Tomoceridae en telt 1 beschreven soort.

## Taxonomie
- Antennacyrtus insolitus - Salmon, 1941[1]